# Spielemarkt
Spielemarkt, auch Spielwarenmarkt, Spielwarenhandel oder Spielehandel, (englisch games market) ist das Forum für den Vertrieb von Spielwaren. Der Spielwarenhandel mit dem von der Spielzeugindustrie produzierten Spielgut kann als Neuwaren- oder Gebrauchtwarenhandel, auf realer oder digitaler Ebene, stattfinden.

## Begriff
Der Begriff „Markt“ (von lateinisch mercatus Handel, zu lateinisch merx Ware) bezeichnet einen Ort, an dem Waren gehandelt werden. Das deutsche Wort „Markt“ geht auf das im Jahre 765 erstmals nachweisbare althochdeutsche „markāt“ zurück.
In der Kombination mit dem Begriff „Spiel“ (von althochdeutsch: spil) markiert das Kompositum Spielemarkt einerseits eine Stelle, an der Spielwaren umgeschlagen werden und andererseits den Vorgang des Handels mit Spielzeug.

## Historisches

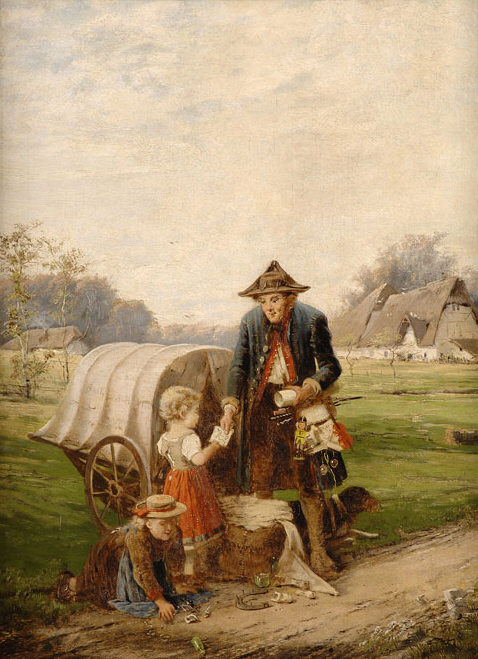
Spielwarenverkäufer (Gemälde von Fritz Beinke, 1842–1907)

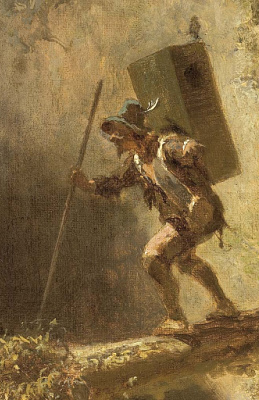
Trödler Anton Adner (Gemälde von Carl Spitzweg, 1808–1885)

Im 15. Jahrhundert entwickelte sich Nürnberg zu einem Mittelpunkt der Produktion und des Handels von Spielzeug. Der sogenannte Nürnberger Tand, worunter man vollständig eingerichtete Puppenstuben, Holzsoldaten, Steckenpferde, Trommeln und sogar kleine Messingkanonen verstand, eroberte den europäischen Markt. Seit dem Ende des 17. Jahrhunderts erlangten auch Spielzeugmacher aus dem Erzgebirge, vor allem aus dem kleinen Ort Seiffen, Bekanntheit und Berühmtheit, die sich vor allem durch ihr attraktives Holzspielzeug hervortaten. Die Spielwaren wurden über Hausierer vertrieben, die zu Fuß mit einer sogenannten Kraxe auf dem Rücken oder mit Esels- bzw. Pferdekarren weit durch die Lande zogen, um das Spielzeug auf Rummelplätzen und zu Festen sowie den sie auf ihren Wegen umlagernden Kindern und Erwachsenen feilzubieten.
Einer der namentlich bekannten und wegen seines hohen Alters und seiner Freundschaft mit Maximilian I., König von Bayern, berühmt gewordenen Vertreter dieser Berufsbranche, war der professionelle Trödler Anton Adner (1705–1822). Die Berchtesgadener errichteten ihm auf dem alten Friedhof im Zentrum der Stadt ein Ehrengrab, als er mit 117 Jahren starb. Das 1827 veröffentlichte Buch „Charakterzüge und Anekdoten als Bilder der Güte und Wohlthätigkeit aus dem Leben Maximilian Josephs I., Königs von Bayern“ schildert eingehend die kulturelle Leistung des vitalen alten Trödlers und die Umstände des Zusammentreffens des bereits 112 Jahre alten Anton Adner mit dem Bayernkönig aus Anlass des Festes der neuen Solenleitungseröffnung 1817 und der sich hieraus entwickelnden Freundschaft: Nachdem er früher sich dem Gewerbehandel mit Berchtoldsgadner-Waaren zu widmen begann, trug er noch in dem Alter von hundert Jahren zu Fuß hölzerne Fabrikarbeiten und Spielzeuge aus der Heimath mit dem beladenen Tragkorbe auf dem Rücken über die Berge nach Salzburg, der Schweiz, Tyrol, Steyermark, Oesterreich und Bayern. Der Maler Carl Spitzweg, der Adner als Junge noch kannte, hat ihn in dem Gemälde „Der Kraxenträger in der Schlucht“ verewigt.
Im 19. Jahrhundert wurde auch das thüringische Sonneberg zu einem Zentrum der Spielzeugherstellung und des Spielwarenhandels. Die Sonneberger beherrschten Anfang des 20. Jahrhunderts mit ihren überwiegend in Heimarbeit hergestellten Spielwaren den Weltmarkt und machten Sonneberg zur „Weltspielwarenstadt“.
Anfang der 1970er-Jahre brach das Zeitalter der „Virtuellen Spiele“ an: So kam mit „Pong“ im Jahre 1972 das erste kommerzielle Videospiel der Welt auf den Markt, das zunächst als Automaten- und später als Heimversion auf einer Konsole ausgeliefert wurde. Es etablierte sich die Einrichtung der sogenannten Deutschen Spieletage, die 1986 in Internationale Spieltage umbenannt wurden und seitdem als Großveranstaltung alljährlich auf dem Essener Messegelände stattfinden. Anfang 2022 hat die Spielwarenmesse eG den Friedhelm Merz Verlag und die Internationalen Spieltage übernommen.

## Formen und Vermarktung

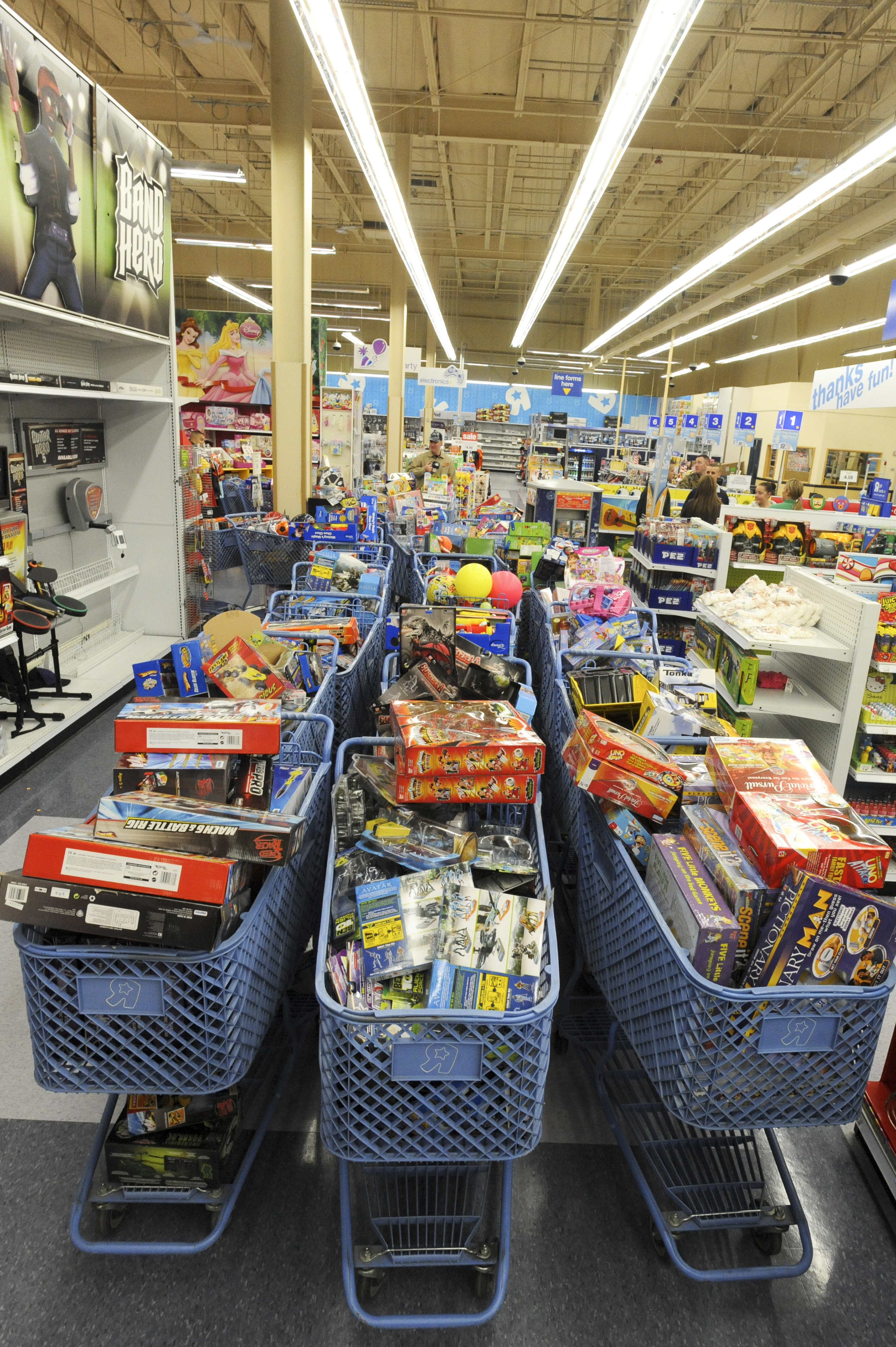
US-amerikanischer Spielemarkt

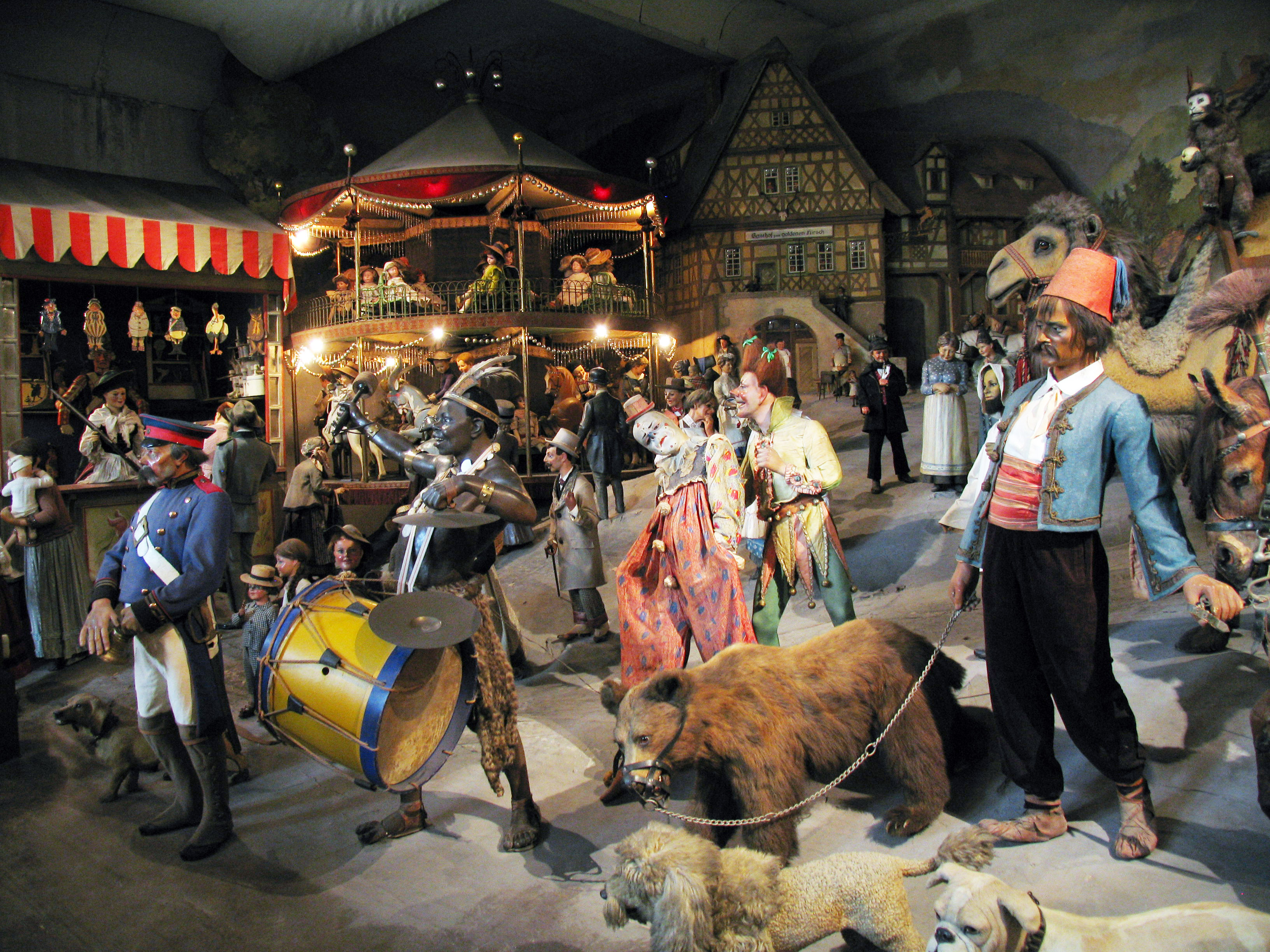
Spielemarkt Thüringer Kirmes (aus: Deutsches Museum Sonneberg)

Im Hinblick auf die Formenvielfalt halten die Analysten Thomas Breyer-Mayländer und Christof Seeger fest:
Der Spielemarkt lässt sich kaum als einheitliches Gebilde beschreiben. Die Anwender und Käufer unterscheiden sich nach Art der Spiele, vorgesehenen Altersstufen und technischen Voraussetzungen zur Durchführung der Spiele.[. . .] Dabei gibt es in der jüngsten Zeit immer wieder enge Wechselwirkungen zwischen beiden Spielmärkten. Erfolgreiche Brettspiele wie „Die Siedler von Catan“ werden auch als Computerspiel vermarktet. [. . .] Für besonders erfolgreiche Computer- und Konsolenspiele besteht hingegen auch ein Bedarf nach Begleitmaterialien und Zusatzspielen, die nicht an Technik gebunden sind.
Martin Gläser definiert zunächst allgemein: Der Markt für Video- und Computerspiele ist ein Teilmarkt des gesamten Spielemarktes und versammelt alle Produkte, die in digitaler Form vorliegen. Anschließend trifft er dann eine Unterscheidung zwischen „Konsolenspielen“ (die auf speziellen Geräten in Verbindung mit einem Fernseher gespielt werden), „PC-Spielen“ (die auf einem Computer gespielt werden), „Onlinespielen“ (bei denen Konsolen- oder PC-Spiele online genutzt werden) und „Handyspielen“ (die auf Mobiltelefonen oder anderen Mobilgeräten gespielt werden).
Die Vermarktung findet heute in den unterschiedlichsten Formen und an den unterschiedlichsten Orten statt. Sie reicht von Beratung und Kauf von Neuware in speziellen Spielzeugläden, Kaufhausabteilungen oder Online-shops bis zu einzelnen Pfarrhäusern und Flohmärkten als Second-Hand-Börse. Sie vollzieht sich als Präsenzhandel, bei dem die Marktteilnehmer persönlich anwesend sind und in verschiedenen modernen Betriebsformen des Handels auch auf virtuellen Märkten, wie im E-Business oder bei organisierten Handelssystemen. Auf den Spielwarenmessen können die Besucher an den Ständen den jeweiligen Spielejahrgang kennenlernen, ausprobieren und meist auch gleich bestellen oder kaufen.

## Statistisches
Die Statistiken über den Spielemarkt beschränken sich heute vor allem auf das Erfassen des besonders rapide wachsenden digitalen Spielens. So werden etwa die folgenden Zahlen für das Jahr 2020 genannt:
- Mehr als 34 Millionen Deutsche spielen regelmäßig Computer- und Videospiele
- Darunter befinden sich über 5 Millionen über 60 Jahre alte Senioren
- Das Durchschnittsalter der Spielenden beträgt 37,5 Jahre
Nach Recherchen des niederländischen Marktforschungsunternehmens Newzoo vollzieht sich das Wachstum im globalen Spielemarkt vor allem im asiatischen Raum, während in Europa Deutschland beim Umsatz mit Computer- und Videospielen die führende Rolle einnimmt. Auf dem Sektor der digitalen Unterhaltung ist Deutschland nach China, den USA, Japan und Südkorea der fünftgrößte Spielemarkt der Welt. Bedingt durch die Pandemie und den damit verbundenen verstärkten Rückzug der Menschen aus der Öffentlichkeit in die private Häuslichkeit, konnte die Spielwarenbranche in den letzten Jahren erhebliche neue Nutzergruppen gewinnen: War der Videospiele-Markt in Deutschland schon im Jahr 2020 um 32 Prozent gewachsen, so konnte der Vertrieb nach Auskunft der dpa im zweiten Corona-Jahr 2021 nochmals um 17 Prozent zulegen.
In seiner Zusammenfassung der Entwicklungstendenzen auf dem Spielemarkt wagt Torsten Schwarz den Ausblick:
Aus den Computerspielen, die man mühsam installieren musste, sind heute Browsergames geworden. Die neuen Games sind auf jedem Computer oder Smartphone spielfähig, man kann immer und überall dabei sein. Egal von welcher Zielgruppe aus man den Spielemarkt betrachtet, eines ist sicher: Social Games werden den Markt in den nächsten Jahren bestimmen. Das Miteinander der Menschen, das sich in den Social Media abbildet, wird seinen Einzug in die Spielewelt finden, die Interaktion steht im Vordergrund und wird zum bestimmenden Element werden.

## Bewertung
Der im Jahre 1978 gegründete Verein Spiel des Jahres e. V. hat sich die Förderung des Kulturgutes Spiel in Gesellschaft und Familie zur Aufgabe gemacht. Eine Jury aus 14 Spielexperten unterwirft dazu alljährlich die Hunderte von Neuerscheinungen einer strengen Untersuchung und Bewertung und vergibt danach einer den renommierten Spielepreis „Spiel des Jahres“. Ausgezeichnet werden nicht-digitale Brett- und Kartenspiel-Neuheiten, wie etwa die inzwischen schon zu Klassikern avancierten Die Siedler von Catan und Carcassonne. Die Entscheidungen des Kritikerkreises haben einen erheblichen Einfluss auf die Vermarktungszahlen. Ein weiteres, bekanntes, seit über 50 Jahren arbeitendes unabhängiges Gutachtergremium aus Pädagogen, Psychologen und weiteren Fachexperten ist der Arbeitsausschuß Kinderspiel und Spielzeug e. V. Er testet das für Familien und Kindergärten vorgesehene Spielgut nach bestimmten Kriterien auf seine Spieltauglichkeit und Spielfreundlichkeit und vergibt dafür gegebenenfalls das empfehlende Gütesiegel „spiel gut“.
Das Warenangebot auf dem Spielzeugmarkt ist in erheblichem Maße zeitbedingt. Es folgt einerseits bestimmten technischen Möglichkeiten und Trends in der Gesellschaft und beeinflusst diese andererseits. Angesichts der zunehmenden Dominanz des elektronischen Spielzeugs auf dem Spielemarkt und des Rückgangs des traditionellen Spielens mehren sich Warnungen vor allem aus dem pädagogischen und medizinischen Bereich vor einer Vereinseitigung und damit einhergehenden Verarmung der Spielwelt. Dazu wird vor allem der Rückgang des traditionellen Straßenspiels sowie der gesundheitsförderlichen Bewegungsspiele zugunsten von „Sitz- oder Stehspielen“ beklagt, welche die lebendige zwischenmenschliche Kommunikation und Kooperation zu kurz kommen lassen. Kämpferische Kritiker wie der Psychiater Manfred Spitzer und deren Kontrahenten wie der Hypnotherapeut Georg Milzner des digitalen Spielens streiten aus Extrempositionen heraus erbittert um die Meinungsführerschaft. Die Spielwissenschaftler Siegbert A. Warwitz und Anita Rudolf warnen jedoch vor einer zu engen und zu wenig ausgewogenen Alternativdiskussion und verweisen darauf, dass traditionelle und virtuelle Spielformen einander in wertvoller Weise ergänzen und nicht zwangsläufig in Konkurrenz miteinander treten müssen oder von der Kritik gebracht werden sollten: Die Beurteilung sollte nicht das perfekte, mechanisierte oder elektronische Spielwarenangebot und das einfache, stilisierte, natürliche Spielzeug gegeneinander ausspielen wollen. Beide haben ihre spielfördernde Berechtigung, ihren Spielwert. Sie argumentieren, dass das virtuelle Spielen organisch aus den Zeitumständen und der Weiterentwicklung der Spielkultur entstanden ist und ebenfalls eine Bereicherung der Spielwelt darstellt, indem sie nicht nur Spielfreude auf beengtem Raum, sondern auch die gewünschte Kreativität, Sozialbindung und Kommunikationsfähigkeit auf einer anderen Spielebene beflügeln kann. Zuständig für die Vermittlung des rechten Maßes sei die Spieldidaktik. Als Grundlage für eine sachlich ausgewogene Diskussion führen sie insgesamt 20 Punkte auf, die einerseits die Gefahren und andererseits die positiven Entwicklungsreize des virtuellen Spielens charakterisieren.